# Liste von Sakralbauten in Fulda
Die Liste von Sakralbauten enthält bestehende und ehemalige Kirchen, Kapellen und Synagogen in Fulda.

## Allgemeines
Fulda ist Sitz eines Bistums und in Fulda ließ Bonifatius 744 das Benediktinerkloster bauen. Deshalb besitzt die Stadt historische Kirchen, Kapellen und Klöster.

## Bestehende Sakralbauten
- Fuldaer Dom
- Benediktinerinnenabtei zur Heiligen Maria
- Kloster Frauenberg (Fulda)
- St. Andreas (Fulda-Neuenberg)
- St. Anna (Dietershan)
- Stadtpfarrkirche St. Blasius (Fulda)
- St. Bonifatius (Fulda-Horas)
- St. Katharina (Gläserzell)
- Heilig-Geist-Kirche (Fulda)
- Heilig Kreuz (Fulda-Maberzell)
- Herz-Jesu-Kapelle (Haimbach)
- St. Hubertus (Fulda-Oberrode)
- Propstei Johannesberg
- Josefskapelle (Mittelrode)
- St.-Judas-Thaddäus-Kapelle
- St. Godehard (Kämmerzell)
- St. Rochus (Kämmerzell)
- Kloster Neuenberg
- Kreuzkirche Fulda
- St. Johannes der Täufer (Lüdermünd)
- St. Jakobus der Ältere (Malkes)
- Mariä Geburt (Istergiesel)
- St. Markus (Haimbach)
- Michaelskirche (Fulda)
- Ratgar-Basilika
- Severikirche (Fulda)

## Ehemalige Sakralbauten
- Synagoge (Fulda)